# All for You (singel Ace of Base)
All for You to pierwszy singiel szwedzkiej grupy muzycznej Ace of Base pochodzący z ich piątego studyjnego albumu zatytułowanego The Golden Ratio. Singiel został wydany 10 września 2010 roku, osiągnął także 38. miejsce na notowaniach w Niemczech.

## Lista utworów
Singiel CD
1. „All for You” (Radio Version) – 3:36
2. „All for You” (Club Version) – 4:03

Digital Download
1. „All for You” (Radio Version) – 3:36
2. „All for You” (Club Version) – 4:03
3. „All for You” (The Sign Dub Remix) – 4:41
4. „All for You” (Madhouse Monkeys Remix) – 5:56
5. „All for You” (Dance Extended Version) – 4:46
6. „All for You” (Michael Mind Project Remix) – 5:34
7. „All for You” (PAUL JOHNS SUMMER REMIX) – 4:39